# Górowska Młynówka
Górowska Młynówka (takżeː Młynówka Górowska) – struga, prawy dopływ Elmy o długości 19,29 km. Płynie przez Górowo Iławeckie.